# Typhon Bopha
Pour d'autres articles concernant les typhons nommés Pablo aux Philippines, voir Cyclone tropical Pablo.
Le typhon Bopha (désignation internationale : 1224, désignation JTWC : 26W, désignation PAGASA : Pablo) est un cyclone tropical qui s'est formé au nord-ouest de l'Océan Pacifique à proximité de l'équateur. Bopha est le cyclone tropical le plus puissant ayant frappé le sud de l'île philippine de Mindanao sous la forme d'un super typhon de catégorie 5 avec des vents à plus de 260 km/h. Il frappe dans un premier temps les Palaos, soufflant de nombreux logements, causant de grandes coupures d'électricité et arrachant littéralement des arbres sur son passage. Le 3 décembre, Bopha frappe Mindanao, une île qui avait été précédemment ravagée par Washi en décembre 2011,. Le cyclone a causé des dégâts importants à Mindanao, laissant sur son passage des centaines de milliers de sans-abris ainsi que plus de 500 morts.

## Évolution météorologique
Le 23 novembre, une grande zone de convection persiste à 650 km au sud de Pohnpei, à proximité de l'équateur à une latitude de 0.6ºN. Ce système avait une circulation atmosphérique faiblement définie. Ce système se définit lentement peu après et le Joint Typhoon Warning Center (JTWC) diffuse une alerte au cyclone après qu'elle s'est mieux organisée. Au même moment, l'Agence météorologique du Japon (AMJ) classifie ce système en tant que dépression tropicale tandis qu'il se situe à 410 km au sud sud-ouest de Pohnpei. À 21 h UTC le 25 novembre, l'AMJ le classifie désormais en tant que dépression tropicale 26W.

## Impact

### États fédérés de Micronésie et Palaos
Sous la forme de typhon, Bopha frappe le sud de l'île et cause de nombreuses pannes d'électricité à travers l'île.

### Philippines
Le typhon Bopha, le cyclone tropical le plus puissant ayant frappé les Philippines en 2012, atteint le sud de l'île le 4 décembre, détruisant sur son passage de nombreux logements, causant des coupures d'électricité, des retards et annulations de vols et fermetures de voies ferrées. Le typhon a apporté des pluies torrentielles et a laissé sur son passage de nombreux sans-abris et des routes coupées. Le premier bilan s'élève à 82 blessés tandis que les secouristes tentent de se frayer un passage à travers les crues et coulées de boue. 49 morts sont dénombrés à la suite d'une coulée de boue dans la ville de New Bataan, et 33 autres de la même manière dans une zone rurale à Mindanao.